# Scambio di identità
Scambio di identità (Mrs. Winterbourne) è una commedia romantica del 1996 diretta da  Richard Benjamin con Shirley MacLaine, Brendan Fraser e Ricki Lake.

## Trama
Connie, ragazza senza famiglia, parte per New York in cerca di fortuna. Il primo incontro è con Steve, un poco di buono che, nel giro di qualche settimana, riesce solo a metterla incinta ma invece di prendersi le sue responsabilità nega la paternità e la caccia di casa. Senza nessuno e in viaggio su un treno preso per errore, Connie incontra Hugh e sua moglie Patricia, anche loro in attesa di un bambino. Le due donne fanno presto amicizia e la giovane sposa fa provare a Connie il suo anello matrimoniale, su cui sono incisi il nome suo e di suo marito; di colpo però il treno è coinvolto in un incidente ferroviario e la coppia di sposi perde la vita, mentre Connie, con ancora al dito la fede della donna, si salva e dà alla luce un bambino.
La facoltosa famiglia dell'uomo morto nell'incidente scambia Connie per Patricia a causa dell'anello e la suocera, Grace, credendola la moglie del figlio, accoglie la ragazza e il neonato al quale viene dato il nome di Hugh jr. Connie conosce anche Bill (gemello di Hugh), che inizialmente la tratta con diffidenza, ma dopo averla conosciuta e aver capito che non è una cacciatrice di dote si innamora di lei e le chiede di sposarlo, pur avendo scoperto la sua vera identità. Connie, innamoratasi di Bill a sua volta, accetta ma mentre si organizza il matrimonio il suo passato torna a tormentarla: Steve si fa vivo e la ricatta per guadagnare qualcosa da tutta questa storia. Connie non ha altra scelta: va nell'appartamento di Steve con una pistola ma lo trova già morto. Quando viene raggiunta da Bill, lei gli racconta tutta la verità e Bill le confessa di sapere già tutto e di volerla ugualmente sposare. Il giorno del loro matrimonio la polizia di Boston, che indaga sull'omicidio di Steve, vuole parlare con Connie, ma Grace confessa di essere lei l'assassina, per proteggerla. Per salvarla, anche Bill, Connie e Paco, il maggiordomo, si attribuiscono la colpa dell'omicidio. In realtà, l'assassino di Steve è già stato arrestato: si tratta della nuova ragazza di Steve, che lo aveva ucciso poiché lui l'aveva lasciata perché era incinta.
Risolto il caso, Bill e Connie possono finalmente sposarsi e Grace, nonostante Connie non sia Patricia, la accetta con gioia.